# 迭戈·德·阿尔卡拉

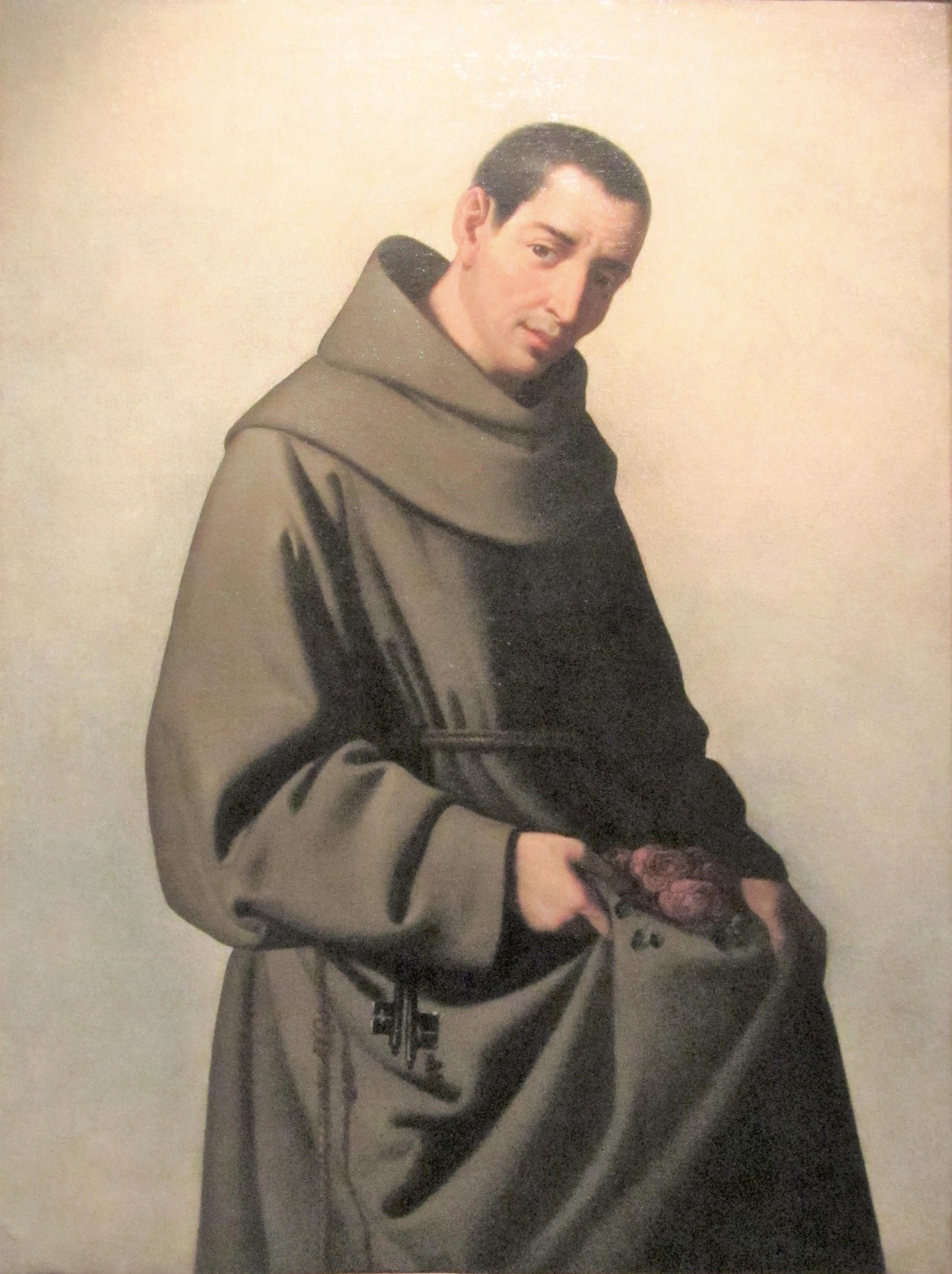
西班牙畫家法蘭西斯科·德·祖巴蘭筆下的聖迪亞哥。

迭戈·德·阿尔卡拉（西班牙语：Diego de Alcalá，约1400年—1463年12月12日）又名迪达库斯（拉丁语：Didacus），西班牙传教士，圣徒。后世多称其为圣迭戈、聖地牙哥（San Diego），这也是世界上许多以此命名的地名之来源。
迪达库斯于1588年被羅馬教皇西克斯图斯五世封圣，在圣人历中他的纪念日是12月13日。